# Distretto di Chichas
Il distretto di Chichas è uno degli otto distretti della provincia di Condesuyos, in Perù. Si trova nella regione di Arequipa e si estende su una superficie di 392,16 chilometri quadrati.

Istituito il 2 gennaio 1857, ha per capitale la città di Chichas; al censimento 2005 contava 904 abitanti.